# Hallick

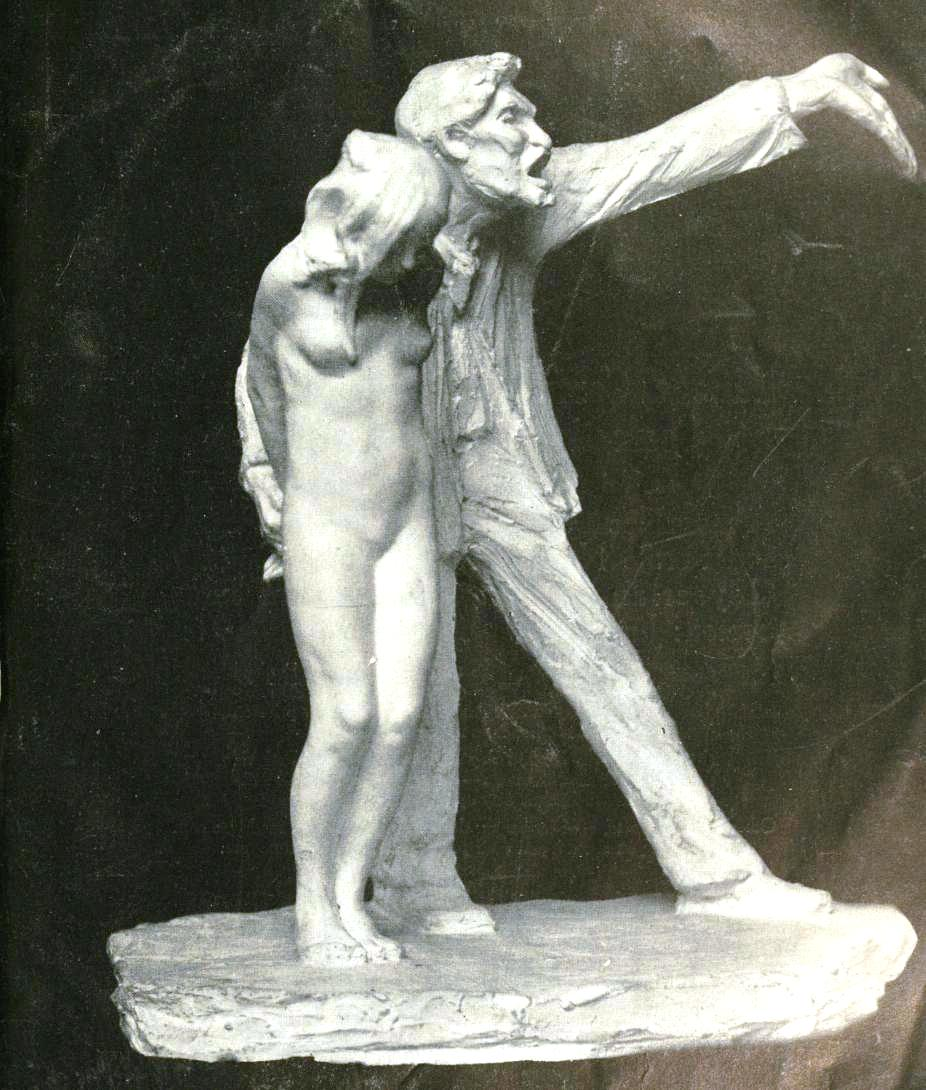
Skulpturen The White Slave (1912/1913) av Abastenia St. Leger Eberle.

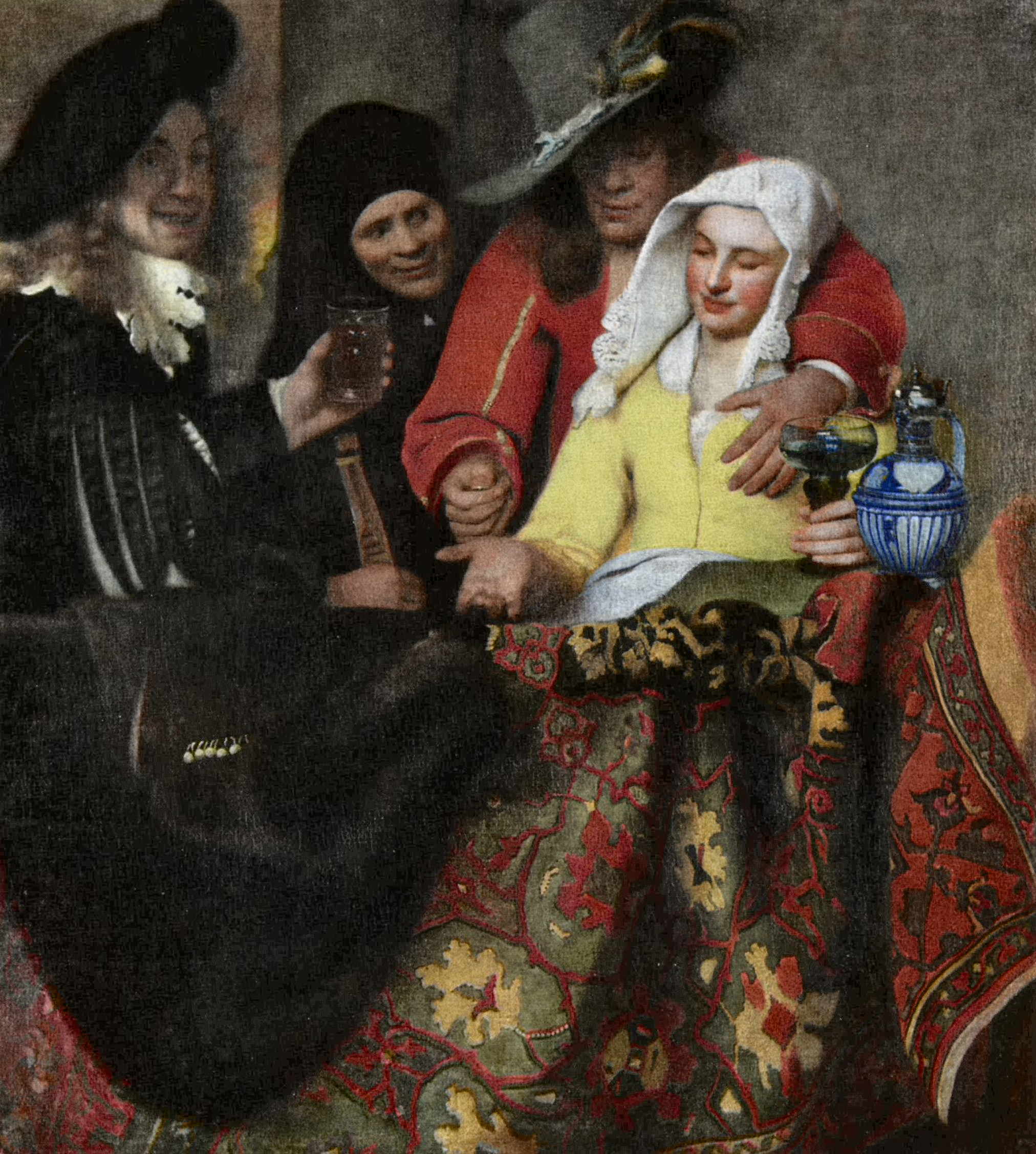
Kopplerskan av Jan Vermeer

Hallick, även sutenör och kopplare, och om kvinnor bordellmamma eller kopplerska, är en person som bedriver koppleri, det vill säga främjar eller tar emot pengar som härrör från prostitution. Verksamheten är kontroversiell och i många länder olaglig. En hallick anses ofta dra oskälig fördel av en prostituerad kvinnas livssituation samt förhindra henne från att lämna verksamheten. Hallicken fungerar ofta som en sorts manager, i rollen som ekonomiskt ansvarig och inblandad som organisatör av verksamheten.
Hallicken är inom gatuprostitutionen i regel man, och begreppet är något könskodat. Även en person som mer subtilt gynnats av verksamheten och själv är prostituerad kan dock dömas för koppleri. 

## Historia och verksamhet
Historiskt har hallicken oftast förknippats med kopplaren som kontrollerar en eller flera gatuprostituerade kvinnor. Han anses driva verksamheten och dra ekonomisk nytta av situationen. Hallicken arbetar ofta inte ensam utan kan behöva andra som hjälper till att hålla uppsikt över de prostituerade och kan inkassera delar eller allt av de prostituerades inkomster.
Rent tekniskt är ovanstående bara en av flera typer av koppleri. Personen som driver en bordell, säljer marknadsföringstjänster på Internet åt prostituerade, i sin egenskap av taxichaufför transporterar prostituerade till deras kunder – och ibland även underlättar för taxikunden att hitta en prostituerad – tjänar också pengar på prostitution. Hallicken inom gatuprostitutionen är dock den mest välkända typen av kopplare, beskriven i litteraturen och i många filmer. Där de prostituerade hålls kvar i verksamheten mot sin vilja, kan detta definieras som underlättande av människohandel ("trafficking").
En del hotell i vissa större städer hyr ut rum inte per dag utan per timme, vilket ger möjligheter för prostituerade att hyra arbetsrum för en kortare tid. Hyresvärdar som medvetet hyr ut till prostituerade har i Sverige dömts för koppleri, även om dessa sällan bedöms som hallickar. Slutligen kan prostituerade dömas för koppleri om de tagit emot pengar för en kollegas räkning, fört bok, salufört eller på annat sätt gynnats av en kollegas verksamhet. Detta ses dock normalt inte heller som hallickverksamhet.
Traditionellt ses hallicken som en omoralisk person som drar nytta av en prostituerad kvinnas utsatta situation. Inom konsten finns ett antal bilder och skulpturer med män som bjuder ut en kvinnas sexuella tjänster. Inom film och litteratur placeras hallicken ofta i motsatsställning till den prostituerades oskuldsfullhet och utsatthet. I filmer som Taxi Driver och Foxy Brown presenteras hallickar som skrupelfria våldsverkare med kontrollbehov och ofta sadistiska drag. Denna bild lever på sina håll (bland annat genom rapkulturen) vidare som en både romantiserad och dramatiserad stereotyp ofta olik situationen inom den verkliga nutida prostitutionen. Den förekommer dock även i verkligheten, och i hallickstyrd gatuprostitution kan hallickar inkassera det mesta eller allt av en prostituerads inkomster, för att därefter dela ut pengar till densamma för olika utgifter.
Det engelska ordet Madam syftar på en kvinnlig bordellägare. Även manliga prostituerade kan arbeta under en hallick eller motsvarande.

## Förekomst och betydelse
Ofta beskrivs prostitution (åtminstone i USA) som en verksamhet initierad och hårt kontrollerad av hallickar. Verksamhetens ofta olagliga karaktär har dock gjort det svårt att få en tydlig överblick över hur omfattande denna kontroll är och hur vanligt det är med hallickar inom prostitutionen. I rollen som medhjälpare runt ekonomin, marknadsföring och tjänsteförmedlare kan även porrbranschens modellagenturer ses som en sorts "hallickar" eller managers.

### Europa
I Nederländerna och Tyskland är prostitution en laglig verksamhet. Även här är dock ren hallickverksamhet förbjuden.
Förespråkare för den svenska modellen kring prostitution hävdar ofta att majoriteten av prostituerade arbetar "under" en hallick. Undersökningar i Storbritannien 2000 och 2019 antydde dock att de flesta personer som kunde studeras arbetade som fristående entreprenörer. Hallickar kan dock oftare vara inblandade i samband med gatuprostitution eller för yngre sexarbetare, och de kan utöva påtryckningar för att introducera en person till sexarbete eller kvarhålla någon i verksamheten. När en sexarbetare bidrar till att försörja en sambo anses risken vara mindre för påtryckningar eller övergrepp.

### Kanada
I Kanada har bland annat Chris Bruckert studerat olika former av koppleri och sidotjänster inom sexbranschen. Djupintervjuer med personer inom den kanadensiska sexbranschen har lett henne till åsikten att ordet "hallick" döljer en mängd olika sysselsättningar och maktförhållanden. 2018 publicerades hennes Getting past "the pimp" : management in the sex industry, baserat på samma forskningsmaterial som fem år tidigare lett till forskningsrapporten Beyond Pimps, Procurers and Parasites: Mapping Third Parties in the Incall/Outcall Sex Industry.
Även Rebecca Sullivan och Julia Laite har studerat olika delar av den kanadensiska sexbranschen. Den kanadensiska dokumentären Hookers on Davie väckte 1984 uppmärksamhet och belönades året därpå med flera större filmpriser.

### USA
I USA har statistik bland annat baserats på vittnesmål från tidigare prostituerade eller hallickar som fängslats eller placerats på någon annan sorts institution. Bland annat rekryterar de "lämpliga" nya prostituerade genom att bevaka bussterminaler, nattklubbar och andra mötesplatser där arbetssökande unga kvinnor kan dyka upp.
2014 genomfördes tre olika undersökningar bland aktiva hallickar, minderåriga prostituerade och unga sexarbetare i delstaterna New York och New Jersey, där endast var tionde av de minderåriga prostituerade hade en hallick och endast 1,6 procent sammanbodde med en sådan. Cirka 8 procent av de minderåriga lockades i den studien in i prostitution av en hallick, att jämföras med den mycket större procentandelen som lockades in i verksamheten via jämnåriga bekanta (47 procent) eller kunder (23 procent). I andra undersökningar har det noterats att en pojkvän ofta kan fungera som hallick, genom att främja prostituerandet av sin flickvän för att få mer pengar till hushållet. På 1980-talet var det möjligen vanligare att tonåriga prostituerade aktivt sökte upp en beskyddare än att hallicken tog den första kontakten.
Andelen gatuprostituerade som arbetade under en hallick kan ha minskat sedan en liknande undersökning 2002, en tid när eskorttjänster och sexarbete via Internet var mycket mindre vanligt. Olika bedömningar under 2000-talet talade om allt mellan 50 och 90 procent av de prostituerade i USA som då kontrollerades av en hallick.
Bland dessa unga sexarbetare (myndiga eller omyndiga) funderade cirka sju av åtta på att lämna prostitutionen, men kontrollerande hallickar stod för det mesta inte i vägen för detta. Cirka fem av åtta beskrev sig själva som hemlösa, medan andra nämnde att bristande utbildning gjorde andra arbeten svåra att nå. Många har flyttat hemifrån utan att ha någon bostad eller säkra inkomstmöjligheter.
I amerikanska undersökningar från 2014 befattade sig mycket få manliga kopplare med det starkt värdeladdade ordet hallick, och en del kvinnliga respondenter betraktade sig själva som mer etiska entreprenörer – i kontrast mot den gängse bilden av en utnyttjande individ. 15 procent av de svarande i undersökningen erkände dock att de kunde nyttja våld som en metod för att kunna kontrollera de prostituerade som ingick i deras "nätverk". Eftersom prostitution är olagligt i nästan hela USA, kan en hallick även bidra med advokatkontakter när polisen arresterat en.
De manliga kopplarna introducerades ofta till yrket genom att växa upp i en omgivning med många prostituerade, och en del hade haft prostituerade mödrar. Andra hade börjat arbeta som kopplare genom involvering i droghandel eller genom att (prostituerade) kvinnor kontaktade dem för olika typer av tjänster. I undersökningen 2014 var 85 procent av de intervjuade kopplarna män, och två av tre identifierade sig som afroamerikaner. Kvinnliga kopplare (kopplerskor) hade själva ofta erfarenhet av prostitution eller av att växa upp i en miljö med prostitution.

## Etymologi, ord på andra språk
Ursprunget till ordet hallick återfinns i forntjeckiskans holomek. Ordet är bildat av det tjeckiska holý, med betydelserna naken och skägglös. Till svenska har det kommit via tyskans Halunke som idag betyder skojare, bov eller gangster. Ordet sutenör är från franskans souteneur, med grundbetydelsen 'underhållare', 'beskyddare'.
Yrket har ett antal specifika benämningar på andra språk. Ofta är de kopplade till den kontrollerande eller utnyttjande roll som en hallick kan ha gentemot den prostituerade. Det engelska ordet för hallick, pimp, har använts åtminstone sedan 1600-talet och kommer möjligen från franskan med betydelsen klä sig pråligt. Det förekommer i svensk slang. Franskans maquereau betyder makrill, och syftningen är på den rovgiriga fisken; på svenska har en annan fisk, torsken, kommit att bli en nedsättande vardagsterm för 'sexköpare'.  
På danska används ordet alfons; ordet härrör från rollfiguren "Monsieur Alphonse" i Alexandre Dumas den yngres, från skådespelet med samma namn. Likheten med namnet Alfons nyttjades i en sketch som parodierade figuren Alfons Åberg; detta prövades 2005 upphovsrättsligt i Högsta Domstolen, vilket etablerade det så kallade "parodiundantaget". Enligt författaren Gunilla Bergström fanns begreppet tidigare även i svenskan.